# Neilson Powless
Neilson Powless, nascido a 3 de setembro de 1996 em Eglin (Flórida), é um ciclista estadounidense membro da equipa Team Jumbo-Visma.

## Palmarés
2016
- 1 etapa do Redlands Bicycle Classic
- Joe Martin Stage Race
- 1 etapa do Tour de Beauce
- 1 etapa do Tour de l'Avenir

2017
- 1 etapa do Triptyque des Monts et Châteaux
- Grande Prêmio Palio do Recioto
- 1 etapa do Giro Ciclistico d'Itália
- 3º no Campeonato dos Estados Unidos Contrarrelógio
- 2º no Campeonato dos Estados Unidos em Estrada

2019
- 2º no Campeonato dos Estados Unidos Contrarrelógio
- 3º no Campeonato dos Estados Unidos em Estrada